# Angelo Zorzi
Angelo Zorzi (Milà, 4 de maig de 1890 – Milà, 28 de desembre de 1974) va ser un gimnasta artístic italià, que va competir a començament del segle xx.
El 1912 va prendre part en els Jocs Olímpics d'Estocolm, on va guanyar la medalla d'or en la prova del concurs complet per equips del programa de gimnàstica.
Vuit anys més tard, un cop finalitzada la Primera Guerra Mundial, va disputar els Jocs d'Anvers, on revalidà la medalla d'or en el concurs complet per equips, mentre en la prova individual acabà en setzena posició.